# Gstaad Palace

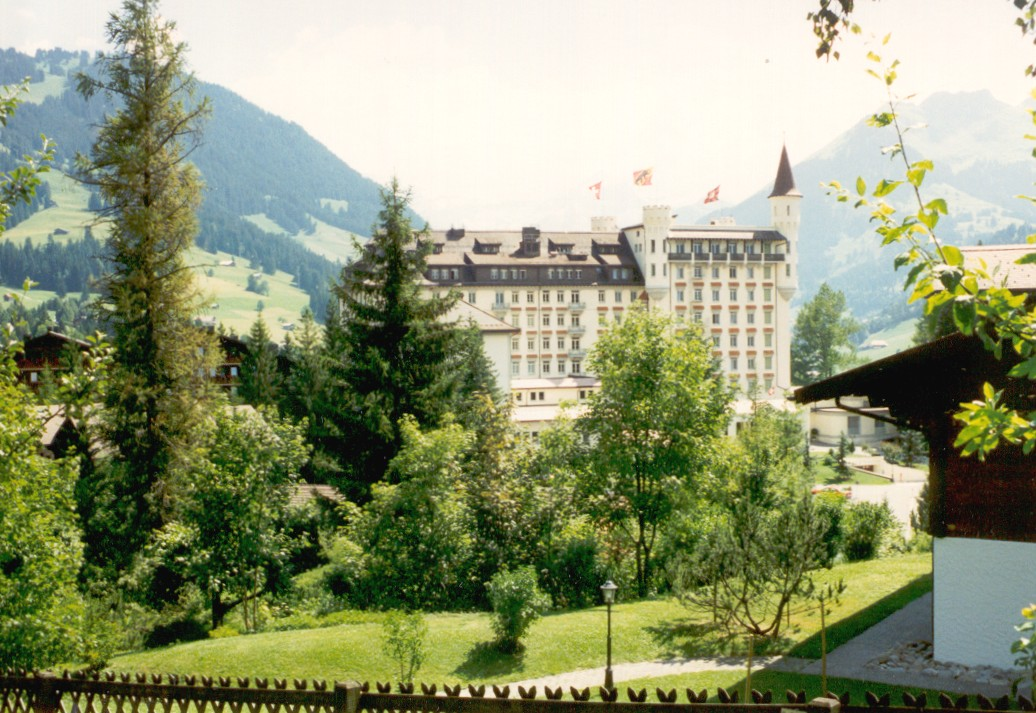
Gstaad Palace, um 1994

Das Gstaad Palace ist ein Hotel in der Schweiz. Es liegt auf einem Hügel oberhalb von Gstaad in den Schweizer Alpen. Das Gstaad Palace wurde am 8. Dezember 1913 eröffnet und ist heute eines der letzten familiengeführten Fünf-Sterne-Superior-Hotels in Europa im Besitz der Familie Scherz. Das Gstaad Palace gehört zum Hotelverbund «The Leading Hotels of the World» und zu den «Swiss Deluxe Hotels».

## Geschichte

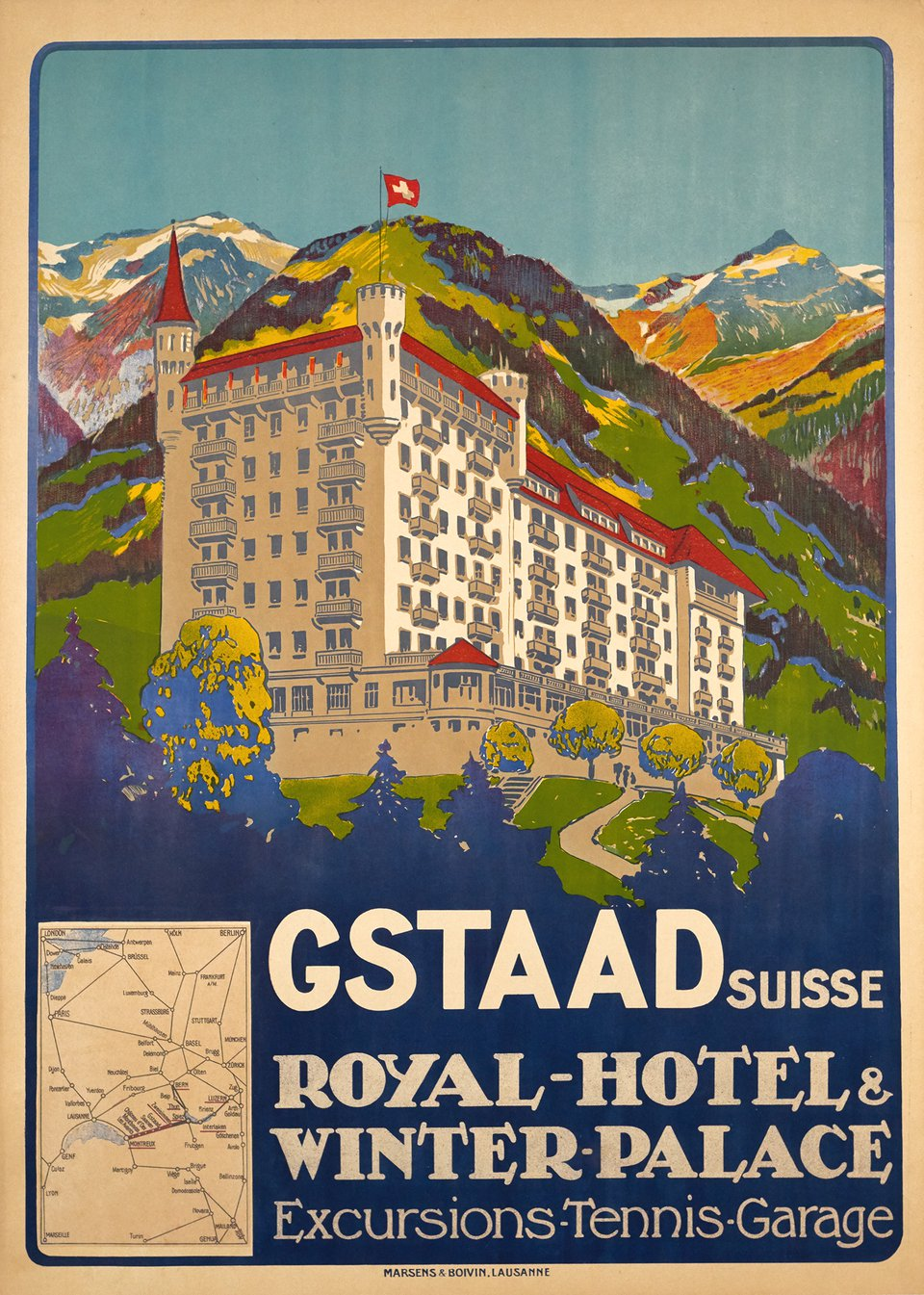
Werbeplakat aus 1913

Zertifikat für 10 Stammaktien der S.A. Royal Hôtel, Winter & Gstaad Palace vom 19. Juni 1936

1905 erwarb Robert Steffen (1878–1923) erste Parzellen auf dem Oberbort, der besten Lage in Gstaad und suchte Investoren in der Westschweiz. Am 15. Dezember 1911 wurde die Aktiengesellschaft «Royal Hotel, Winter & Gstaad Palace» gegründet. Steffen übertrug ihr die Grundstücke im Tausch gegen einen Aktienanteil von 18 %.
Das Hotel wurde von 1911 bis 1913 errichtet. Das Projekt der Architekten Adrien van Dorsser (1866–1957) und Charles-François Bonjour (1870–1961) verschlang eine Investitionssumme von 2,5 Millionen Franken. Am 8. Dezember 1913 eröffnete das Palace-Hotel unter der Leitung der Direktoren Albert Steudler und Hans Pünter. Das Haus verfügt über 250 Betten in 165 Zimmern, von denen 70 mit eigenem Bad ausgestattet sind. Mit 20 weiteren Etagenbädern, Zentralheizung und einer hauseigenen Telegrafistin setzen die Investoren auf Luxus für höchste Ansprüche. Um zusätzliche Gäste zu gewinnen, wurde im Sommer 1915 erstmals ein Tennisturnier durchgeführt, aus dem das Swiss Open Gstaad entstand. Auch ein eigener Curling-Rink gehörte zum Angebot des Hauses.
Direktor Wilhelm Michel ging im Frühjahr 1939 in den Ruhestand. Ernst und Silvia Scherz-Bezzola begannen als Nachfolger bereits im Herbst 1938 ihre Tätigkeit, damit ein reibungsloser Direktionswechsel sichergestellt werden konnte. Während des Zweiten Weltkrieges sank die Zahl der Logiernächte auf die Hälfte. Die Schweizerische Bankgesellschaft liess 1939/40 vorsorglich einen massiven Tresor-Schutzraum unter der Palace-Terrasse errichten. Falls grenznähere Geschäftssitze hätten aufgegeben werden müssen, hätte sich die Bankdirektion im Palace einquartiert. Unter anderem wurde  Gold eingelagert. Nach dem Krieg stieg die Gästezahl und erreichte 1947 wieder das Vorkriegsniveau. Im September fand im Hotel der Gründungskongress der «Union parlementaire européenne» statt, einer der Vorläuferorganisationen des Europarats. 
1968 übergaben die Direktoren Ernst und Silvia Scherz-Bezzola die Hotelführung an ihren Sohn Ernst Andrea und dessen Frau Shiwa.
Ernst Andrea Scherz baute die Hotelinfrastruktur systematisch aus. 1969/70 entstanden ein Hallenbad mit Aussenanlage, Sauna und Health Center. Am 22. Januar 1971 wurde der Nightclub «GreenGo» eröffnet. Die ursprüngliche Ausstattung dieses Clubs stammt von Teo Jakob und ist bis heute gleich geblieben. Im Jahr 2001 übernahm Andrea Scherz die Generaldirektion. Aus der Palace-AG wurde im Jahr 2003 eine Familien-Holding.
2007 wurde das Palace Spa eröffnet. Seit 2008 wird das Hotel mit erneuerbarer Energie aus einheimischem Holz beheizt. Seit 2009 pachtet das Gstaad Palace eine Alphütte auf der Alp Walig ob Gsteig/Feutersoey.
Bis dato hat die Familie Scherz über 100 Millionen Schweizer Franken für Vergrösserungen und Verbesserungen in das Hotel investiert.

## Berühmte Gäste
Elizabeth Taylor, Richard Burton, Grace Kelly, Roger Moore, Richard Gere, Prinzessin Diana, Elton John, Rod Stewart und Madonna. Stammgast Michael Jackson wollte sogar einmal das ganze Hotel kaufen, sein Angebot wurde abgewiesen.

## Filme
Das Gstaad Palace war Kulisse vieler Kinofilme. Hierzu gehören Der rosarote Panther kehrt zurück (1975), Snowboarder (2003), Christmas in Love (2004), Viaggio sola (2013), The Saint (2013) und Un nemico che ti vuole bene (2018). Auch Bollywood-Produktionen wurden im Gstaad Palace gedreht: Sau Crore (1991), Dilwale Dulhania Le Jayenge (1995) und Kurukshetra (2000).
Aktuell jüngster filmischer Beitrag ist Roman Polanskis Komödie The Palace (2023), der am 18. Januar 2024 in die deutschen Kinos kam.